# Нуклеарна централа Белене
Белене нуклеарна електрана (буг. АЕЦ Белене) се налази 3 km од града Белене, 11 km од Свиштова, у близини реке Дунав, територија Бугарске. Нуклеарна електрана тренутно не производи електричну енергију јер је изградња јоч увек у току. Изградња ове нуклеарне централе требало би да замени четири реактора ВВЕР-440, типа В 230 (реактори 1,2,3 и 4) који чине део Козлодуј нуклеарне електране у Бугарској. 

## Први планови
Прва документација и дозвола за изградњу ове нуклеарне електране потписани су 1981. године. Спонзори за изградњу прикупљени су тек крајем осамдесетих година, уз помоћ украјинске фирме Атоменергопројект из Кијева. Предложена је изградња четири реактора типа ВВЕР-1000, типа В 320. Између 1988. и 1990. године, завршено је 40% планиране конструкције првог реактора, и 80% опремене је допремљено до реактора. У току 1990. године реактор је напуштен због демократских промена у Бугарској.

## Поновни почетак
Крајем децембра 2002. године министарство доноси одлуку о поновној изградњи односно наставку изградње пројекта с обзиром да је требало да дође до планираног гашења четири реактора у електрани Козлодуј. Фебруара 2003. године министар Милко Ковачев је послао шест писама у најјаче комапније у сфери нуклеарне енергетике, тражећи прецизно обавештења о потребној техници и финансијама
како би се електрана завршила. 
У мају је оформљен тим експерара који је требало да одреде прелиминарни пројекат, потребне тестове, затим да реализују конструкцију, организацију реактора, а на крају и да реактор доведу у рад како би производио електричну енергију.
Маја, 2005. године је проглашено, да ће киловат час, произведен у овој нуклеарној електрани, коштати између 3,2 и 3,7 евроцента, тј. да ће представљати најскупљу електричну енергију икада произведену у Бугарској. Ради поређења напоменућемо да киловат час у нуклеарној електрани Козлодуј кошта око 0,76 евроценти (податак из 2005. године).
Крајем октобра 2006. године прихваћена је понуда француског Фраматома, немачког Сименса и руског Атомстројекспорт, да се изгради реактор треће генерације ВВЕР-1000, типа В-446Б. Један од разлога промене типа реактора био је и то, што би се стари реактор из 1980. године продао назад руској фирми. 
Данас реактори и даље нису реализовани али сматра се, да ће до 2013. године први реактор бити пуштен у рад, а други реактор годину дана касније.